# ساو ميغيل داس ماتاس
ساو ميغيل داس ماتاس بلدية في ولاية باهيا في المنطقة الشمالية الشرقية من البرازيل.